# Carthage (traghetto)
Il Carthage è un traghetto appartenente alla compagnia di navigazione tunisina CoTuNav.

## Servizio
Varati il 17 dicembre 1998 nel cantiere navale Bruce di Landskrona e consegnato il 1º giugno 1999 alla tunisina CoTuNav, entra in servizio il 15 giugno successivo nei collegamenti tra Marsiglia, Tunisi e Genova.

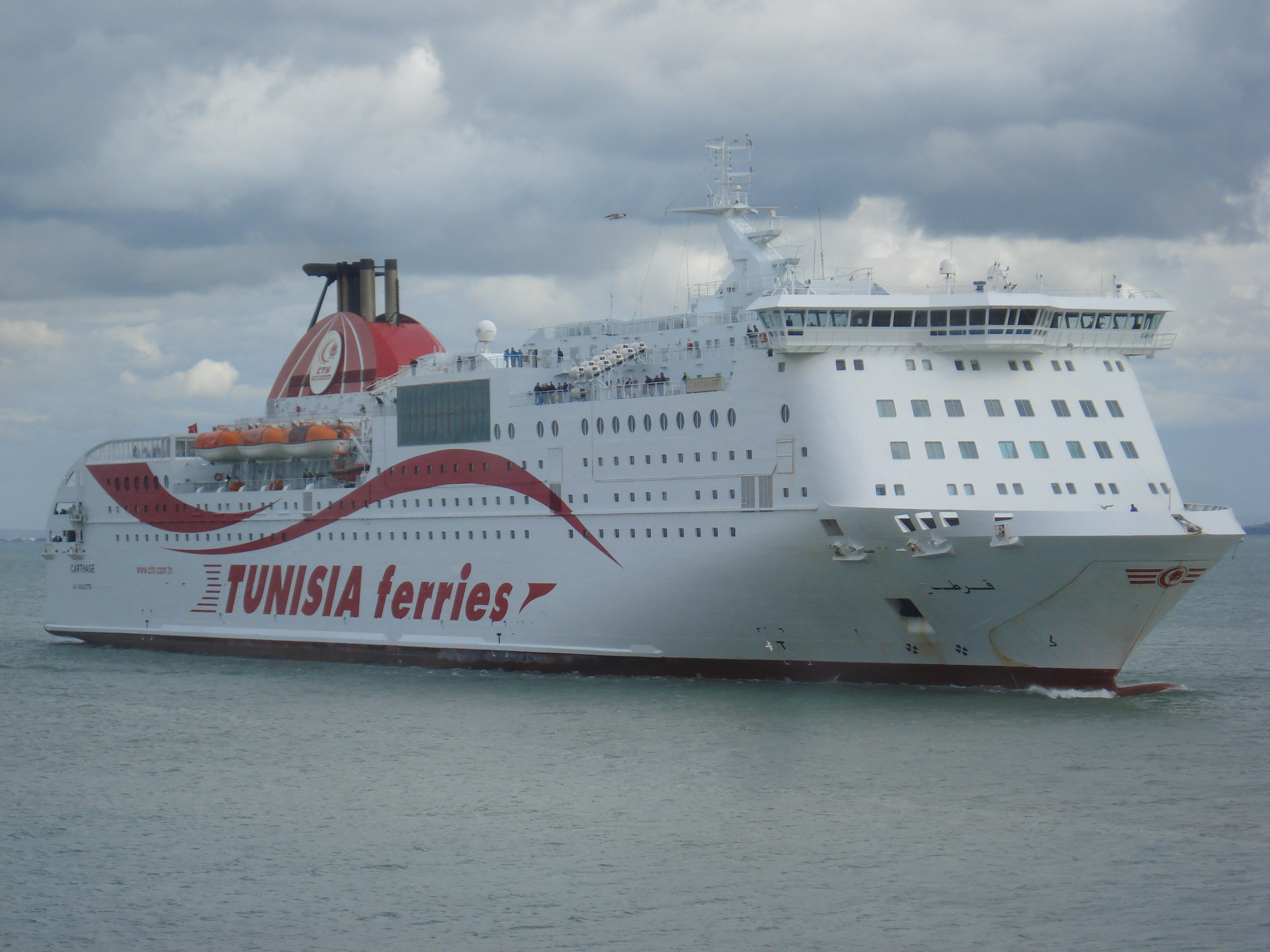
Il Carthage in arrivo a La Goulette nel 2009.

Nel novembre del 1999 presta servizio sulla Livorno-Tunisi.
A gennaio del 2000 torna sui collegamenti per Tunisi da Genova e Marsiglia.

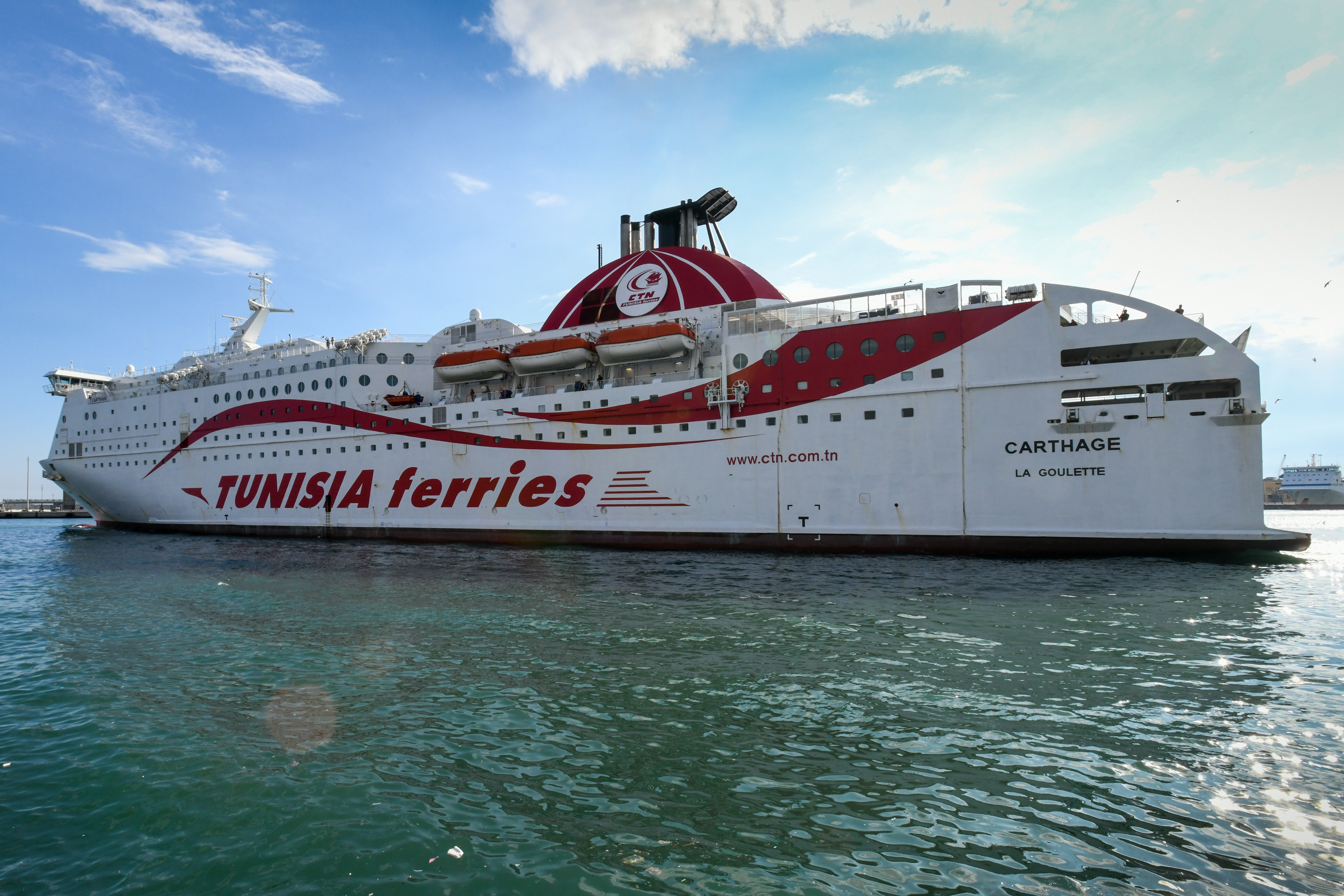
Il Carthage a Genova nel 2018.

Il 30 gennaio 2001 arriva a Öresundvarvet, vicino Landskrona, per un'ispezione di garanzia da parte del cantiere navale di costruzione. Il 10 febbraio lascia la Svezia per la Tunisia, scalando dall'11 al 13 febbraio a Stoccolma e successivamente facendo ritorno a Tunisi.